# Liste der Baudenkmale in Bücken
In der Liste der Baudenkmale in Bücken sind alle Baudenkmale der niedersächsischen Gemeinde Bücken aufgelistet. Die Quelle der Baudenkmale ist der Denkmalatlas Niedersachsen. Der Stand der Liste ist der 4. April 2021.

## Allgemein
In den Spalten befinden sich folgende Informationen:
- Lage: die Adresse des Baudenkmales und die geographischen Koordinaten. Kartenansicht, um Koordinaten zu setzen. In der Kartenansicht sind Baudenkmale ohne Koordinaten mit einem roten Marker dargestellt und können in der Karte gesetzt werden. Baudenkmale ohne Bild sind mit einem blauen Marker gekennzeichnet, Baudenkmale mit Bild mit einem grünen Marker.
- Bezeichnung: Bezeichnung des Baudenkmales
- Beschreibung: die Beschreibung des Baudenkmales. Unter § 3 Abs. 2 NDSchG werden Einzeldenkmale und unter § 3 Abs. 3 NDSchG Gruppen baulicher Anlagen und deren Bestandteile ausgewiesen.
- ID: die Objekt-ID des Baudenkmales
- Bild: ein Bild des Baudenkmales, ggf. zusätzlich mit einem Link zu weiteren Fotos des Baudenkmals im Medienarchiv Wikimedia Commons. Wenn man auf das Kamerasymbol klickt, können Fotos zu Baudenkmalen aus dieser Liste hochgeladen werden:

## Bücken

### Gruppen baulicher Anlagen

#### Gruppe: Wohnwirtschaftsgeb. Marktstraße 1, 3, 20
Die Gruppe „Wohnwirtschaftsgeb. Marktstraße 1, 3“ hat die ID 31035946.

| Lage                                      | Bezeichnung | Beschreibung                                                                                                   | ID       | Bild |
| ----------------------------------------- | ----------- | --- | -------- | ---- |
| Marktstraße 1 52° 46′ 43″ N, 9° 7′ 52″ O  | Wohnhaus    | Fachwerkhaus vom Anfang des 19. Jahrhunderts mit Ziegelausfachung und Satteldach,                              | 31058341 |      |
| Marktstraße 1 52° 46′ 42″ N, 9° 7′ 51″ O  | Scheune     | Ziegelbau mit seitlicher Längsdiele, von um 1890                                                               | 31058884 |      |
| Marktstraße 3 52° 46′ 43″ N, 9° 7′ 51″ O  | Wohnhaus    | Fachwerkhaus von 1723 mit Ziegelausfachung als Vierständer-Hallenhaus, Giebeldreieck vertikal verbrettert,     | 31058905 |      |
| Marktstraße 20 52° 46′ 45″ N, 9° 7′ 46″ O | Wohnhaus    | Ziegelbau vom Anfang des 19. Jhs. mit zwei gleichwertigen Giebeln erbaut.                                      | 31058472 |      |
| Am Markt 6 52° 46′ 45″ N, 9° 7′ 51″ O     | Wohnhaus    | Fachwerkhaus vom Anfang des 19. Jhs. mit Krüppelwalm; ab um 1900 straßenseitig mit massiver verputzter Fassade | 31059394 |      |

#### Gruppe: Marktstraße 10–18
Die Gruppe Marktstraße 10–18 hat die ID 31036870.

| Lage                                       | Bezeichnung                                            | Beschreibung | ID       | Bild |
| ------------------------------------------ | ------------------------------------------------------ | --- | -------- | ---- |
| Marktstraße 10 52° 46′ 44″ N, 9° 7′ 51″ O  | Wohnhaus                                               | Giebelständiger einstöckiger Fachwerkbau mit Ziegelausfachung, der Ende des 18. Jahrhunderts erbaut wurde und eine symmetrische fünfachsige Fassade mit mittigem Eingang unter einem Halbwalmdach zeigt. Die Traufseite zum Markt ist massiv in Ziegeln.                   | 31058362 |      |
| Marktstraße 11 52° 46′ 43″ N, 9° 7′ 48″ O  | Wohnhaus                                               | Ziegelbau vom Ende des 19. Jh. mit schlichter Ziegelzier und mit Satteldach | 31058925 |      |
| Marktstraße 12 52° 46′ 44″ N, 9° 7′ 50″ O  | Wohnhaus                                               | Ziegelbau mit erhaltenem Giebeldreieck des frühen 18. Jhs. im Kern Fachwerkbau, umgebaut Anfang des 20. Jhs. | 31058384 |      |
| Marktstraße 12a 52° 46′ 44″ N, 9° 7′ 49″ O | Wohnhaus                                               | kleiner massiver Ziegelbau von um 1870 mit Satteldach | 31058406 |      |
| Marktstraße 13 52° 46′ 43″ N, 9° 7′ 48″ O  | Wohnhaus                                               | Ziegelbau von um 1860/70 mit schlichter Ziegelziersetzung und mit Satteldach. | 31058945 |      |
| Marktstraße 14 52° 46′ 44″ N, 9° 7′ 48″ O  | Wohnhaus                                               | Doppelwohnhaus als Ziegelbau vom Ende des 19. Jh. mit Satteldach, Zwerchhäuser in Fachwerk | 31058428 |      |
| Marktstraße 14a 52° 46′ 44″ N, 9° 7′ 47″ O | Scheune                                                | Giebelständiger Ziegelbau mit seitlicher Längsdiele unter einem Satteldach. Erbaut Ende des 19. Jahrhunderts. Das Giebeldreieck ist neu aufgemauert. | 31058965 |      |
| Marktstraße 15 52° 46′ 43″ N, 9° 7′ 47″ O  | Hofanlage                                              | Zurückgelegene Anlage, bei der der Straßenverlauf durch eine Ziegelmauer mit schmiedeeisernem Tor markiert wird. Das Wohn-/Wirtschaftsgebäude in Fachwerk ist laut Inschrift 1740 entstanden. Der Stallanbau ist massiv in Ziegel Ende des 19. Jahrhunderts erbaut worden. | 31058985 |      |
| Marktstraße 16 52° 46′ 44″ N, 9° 7′ 46″ O  | Wohnhaus                                               | Giebelständiger Fachwerkbau aus dem 18. Jahrhundert mit einer straßenseitig massiven Ziegelfassade, die Ende des 19. Jahrhunderts entstanden ist. | 31059005 |      |
| Marktstraße 17 52° 46′ 44″ N, 9° 7′ 46″ O  | Ehemalige Scheune                                      | Giebelständiger Fachwerkbau mit Ziegelausfachung, einer seitlichen Längsdiele und einem parallelen Stalleingang unter einem Halbwalmdach, der Mitte des 19. Jahrhunderts erbaut und mittlerweile zu Wohnzwecken umgenutzt wurde.                                           | 31059025 |      |
| Marktstraße 17 52° 46′ 44″ N, 9° 7′ 46″ O  | ehemalige Scheune/Stall mit Mauer (Mauer: ID 31059476) | Traufständiger eingeschossiger Ziegelbau, der Ende des 19. Jahrhunderts erbaut wurde, mit seitlicher Querdiele unter einem Satteldach mit Zwerchhaus | 31058450 |      |
| Marktstraße 18 52° 46′ 45″ N, 9° 7′ 46″ O  | Wohnhaus                                               | anderthalbgeschossiger massiver Ziegelbau, der Ende des 19. Jahrhunderts mit qualitätvoll gestaltetem Giebel zur Straße gelegen ist. Die Fassade ist fünfachsig symmetrisch mit mittigem Eingang und vorgelagerter Treppe gestaltet.                                       | 31059045 |      |

#### Gruppe:Hofanlage Ostertorstraße 18
Die Gruppe „Hofanlage Ostertorstraße 18“ hat die ID 31035919.

| Lage                                        | Bezeichnung              | Beschreibung                                                                                                   | ID       | Bild |
| ------------------------------------------- | ------------------------ | --- | -------- | ---- |
| Ostertorstraße 18 52° 46′ 47″ N, 9° 8′ 2″ O | Wohn-/Wirtschaftsgebäude | Zweiständer-Hallenhaus von 1621 mit Ziegelfachwerk und Krüppelwalmdach mit reich verziertem Wirtschaftsgiebel. | 31058558 |      |
| Ostertorstraße 18 52° 46′ 48″ N, 9° 8′ 3″ O | Nebengebäude             | Nebengebäude vom Anfang des 18. Jhs als Ziegelfachwerkbau mit Satteldach                                       | 31058581 |      |

### Einzelbaudenkmale
| Lage                                        | Bezeichnung                                                                     | Beschreibung | ID       | Bild           |
| ------------------------------------------- | ------------------------------------------------------------------------------- | --- | -------- | -------------- |
| Am Markt 4 52° 46′ 48″ N, 9° 7′ 49″ O       | Kirche (Stiftskirche, Dom)                                                      | Die Stiftskirche St. Materniani et St. Nicolai wurde um 1868 auf den Resten einer hochmittelalterlichen Bauruine in neugotischer Bauweise neu errichtet. Reiche Ausstattung.    | 31058280 | Weitere Bilder |
| Hoyaer Straße 11 52° 47′ 1″ N, 9° 7′ 59″ O  | Wohnhaus                                                                        | Wohnhaus als verputzter Massivbau von 1910 | 31058321 |                |
| Marktstraße 28 52° 46′ 48″ N, 9° 7′ 45″ O   | Feuerwehrgerätehaus mit Schlauchturm                                            | Ziegelbau von 1912 | 31058516 | Weitere Bilder |
| Ostertorstraße 6 52° 46′ 47″ N, 9° 7′ 57″ O | Wohn-/Wirtschaftsgebäude                                                        | Langgestreckter Fachwerkbau von 1772 mit zweigeschossigen Eingang und rückseitigen Queranbau von um 1900 sowie Wirtschaftsteil mit Quereinfahrt h in Verlängerung des Wohnteils | 31058537 |                |
| Ostertorstraße 15 52° 46′ 48″ N, 9° 8′ 1″ O | Wohn-/Wirtschaftsgebäude mit Stallanbau (ID: 31059441), Brunnen und Einfriedung | Vierständer-Hallenhaus von 1833 in Fachwerk mit Ziegelausfachung mit Krüppelwalmdach, Umbau von 1891, massiver verklinkerter Stallanbau                                         | 31059107 |                |
| Ovelgönne 1 52° 46′ 23″ N, 9° 7′ 53″ O      | Wohnhaus                                                                        | Fachwerkbau mit Ziegelausfachung und Dachreiter | 31058604 |                |

## Altenbücken

### Einzelbaudenkmale
| Lage                                        | Bezeichnung              | Beschreibung | ID       | Bild |
| ------------------------------------------- | ------------------------ | --- | -------- | ---- |
| Schürmannsweg 25 52° 46′ 48″ N, 9° 8′ 48″ O | Wohn-/Wirtschaftsgebäude | Mitte des 19. Jahrhunderts errichtetes Vierständer-Hallenhaus, mit Vorschauer, in Ziegelfachwerk mit Halbwalmdach. | 31058260 |      |

## Calle
| Lage                                | Bezeichnung | Beschreibung                     | ID       | Bild |
| ----------------------------------- | ----------- | -------------------------------- | -------- | ---- |
| Calle 13 52° 46′ 28″ N, 9° 4′ 28″ O | Wohnhaus    |                                  | 31058621 |      |
| Calle 17 52° 46′ 34″ N, 9° 4′ 3″ O  | Backhaus    | Ende des 17. Jahrhunderts erbaut | 31058637 |      |

## Dedendorf

### Gruppe baulicher Anlagen

#### Gruppe: Hofanlage Breite Straße
Die Gruppe „Hofanlage Breite Straße“ hat die ID 31035933.

| Lage                                   | Bezeichnung              | Beschreibung | ID       | Bild           |
| -------------------------------------- | ------------------------ | --- | -------- | -------------- |
| Dedendorf 2 52° 47′ 52″ N, 9° 7′ 13″ O | Wohn-/Wirtschaftsgebäude | Zweiständer-Hallenhaus in Ziegelfachwerk, Wirtschaftsgiebel, Traufwände und Kammerfach von 1768, Innengerüst von 1611, zum Teil von 1518                     | 31058727 | Weitere Bilder |
| Dedendorf 2 52° 47′ 52″ N, 9° 7′ 14″ O | Speicher                 | Lehmfachwerkbau von um 1705 mit teilweiser Ziegelausfachung und mit Satteldach                                                                               | 31058779 | Weitere Bilder |
| Dedendorf 2 52° 47′ 51″ N, 9° 7′ 13″ O | Speicher                 | Lehmfachwerkbau mit teilweiser Ziegelausfachung und Satteldach. Holzbauteile von 1575 nach dendrochronologischer Untersuchung                                | 31058752 | Weitere Bilder |
| Dedendorf 2 52° 47′ 54″ N, 9° 7′ 17″ O | Scheune                  | Heuscheune von um 1617 als Wandständerbau in Lehmfachwerk im hofnahen Wald, 1661 verlängert                                                                  | 31058656 | Weitere Bilder |
| Dedendorf 2 52° 47′ 54″ N, 9° 7′ 12″ O | Stallscheune             | Fachwerkbau von 1768 mit Lehmfachwerk und teilweiser Ziegelausfachung.                                                                                       | 31058681 | Weitere Bilder |
| Dedendorf 2 52° 47′ 53″ N, 9° 7′ 11″ O | Schafstall               | Lehmfachwerkbau aus der Mitte des 18. Jhs. mit teilweiser Ausfachung mit Zementformsteinen und Ziegeln im 19. Jahrhundert aus Duddenhausen hierher versetzt. | 31058705 | Weitere Bilder |

### Einzelbaudenkmale
| Lage                                  | Bezeichnung              | Beschreibung                                                                    | ID       | Bild |
| ------------------------------------- | ------------------------ | ------------------------------------------------------------------------------- | -------- | ---- |
| Dedendorf 7 52° 47′ 46″ N, 9° 7′ 3″ O | Wohn-/Wirtschaftsgebäude | Fachwerk-Hallenhaus aus dem 16. Jahrhundert (um 1517 oder 1595), Umbau von 1654 | 31058806 |      |

## Duddenhausen

### Gruppe baulicher Anlagen

#### EhemaligeSchule Duddenhausen
Die Gruppe „Schule (Duddenhausen 42)“ hat die ID 31036938.

| Lage                                       | Bezeichnung          | Beschreibung                                                                                               | ID       | Bild |
| ------------------------------------------ | -------------------- | --- | -------- | ---- |
| Duddenhausen 42 52° 47′ 35″ N, 9° 5′ 22″ O | ehemalige Schule     | Fachwerkbau aus der ersten Hälfte des 19. Jahrhunderts, wohl ehemals hallenhausähnlich mit Krüppelwalmdach | 31059188 |      |
| Duddenhausen 42 52° 47′ 35″ N, 9° 5′ 22″ O | Schule (Klassenraum) | Haus mit Klassenraum von um 1894 mit Satteldach, Quer zum Fachwerkhaus                                     | 31059212 |      |

#### Ehemaliges Feuerwehrgerätehaus
Die Gruppe „Feuerwehrgerätehaus“ hat die ID 31036950. Im Denkmalatlas ist nur die Gruppe, nicht aber die Einzelobjekte richtig kartiert.

| Lage                                    | Bezeichnung                    | Beschreibung                                     | ID       | Bild |
| --------------------------------------- | ------------------------------ | ------------------------------------------------ | -------- | ---- |
| Duddenhausen 52° 47′ 25″ N, 9° 5′ 34″ O | ehemaliges Feuerwehrgerätehaus | Um 1900 errichteter kleiner Ziegelbau mit Anbau. | 31059304 |      |
| Duddenhausen 52° 47′ 26″ N, 9° 5′ 35″ O | Schlauchturm                   | Separater schlanker Schlauchturm                 | 31059324 |      |

### Einzelbaudenkmale
| Lage                                       | Bezeichnung              | Beschreibung                                                                                               | ID       | Bild           |
| ------------------------------------------ | ------------------------ | --- | -------- | -------------- |
| Duddenhausen 6 52° 46′ 53″ N, 9° 5′ 46″ O  | Wohn-/Wirtschaftsgebäude | Zweiständer-Hallenhaus von 1686 mit Ziegelfachwerk und Krüppelwalmdach                                     | 31058826 | Weitere Bilder |
| Duddenhausen 6 52° 46′ 53″ N, 9° 5′ 48″ O  | Speicher                 | Fachwerkbau von 1739 mit Sattel- und Schleppdach.                                                          | 31059236 | Weitere Bilder |
| Duddenhausen 29 52° 47′ 59″ N, 9° 5′ 14″ O | Backhaus                 | Backhaus auf dem Hof Evers. 1754 erbauter einstöckiger Fachwerkbau unter einem ziegelgedeckten Satteldach. | 31059168 |                |
| Duddenhausen 30 52° 47′ 49″ N, 9° 5′ 20″ O | Speicher                 | 1736 erbauter anderthalbgeschossiger Fachwerkbau unter einem Satteldach mit Ziegeldeckung.                 | 31059130 |                |
| Duddenhausen 37 52° 47′ 46″ N, 9° 5′ 55″ O | Wohn-/Wirtschaftsgebäude | Ziegelbau als Querdielenhaus von um 1900 mit Satteldach sowie Zwerchhaus von um 1920                       | 31059071 |                |
| Duddenhausen 63 52° 47′ 30″ N, 9° 5′ 13″ O | Wohn-/Wirtschaftsgebäude | Hallenhaus in Fachwerk mit Steinausfachungen und mit einem reetgedeckten Krüppelwalmdach                   | 31058846 |                |